# Serravalle a Po
Serravalle a Po là một đô thị tại tỉnh Mantova trong vùng Lombardia của Italia, có vị trí cách khoảng 150 km về phía đông của Milano và khoảng 20 km về phía đông của Mantova. Tại thời điểm ngày 31 tháng 12 năm 2004, đô thị này có dân số 1.720 người và diện tích là 26,3 km².
Đô thị Serravalle a Po có các frazioni (các đơn vị trực thuộc, chủ yếu là các làng) Castel Trivellino, Libiola, và Torriana Po.
Serravalle a Po giáp các đô thị: Gazzo Veronese, Ostiglia, Pieve di Coriano, Quingentole, Revere, Sustinente.